# لی بائه یونگ
لی بائه یونگ (به انگلیسی: Lee Bae-yong) (زاده ۱ ژانویه ۱۹۴۷) سیزدهمین رئیس دانشگاه اوها وومنز در مرکز سئول، کره جنوبی بود. در سال ۱۹۶۹، لی از گروه تاریخ دانشگاه اوها وومنز فارغ‌التحصیل شد و در سال ۱۹۷۱ مدرک کارشناسی ارشد خود را در رشته تاریخ از دانشگاه دریافت کرد. لی در رشته تاریخ کره در دانشگاه سوگانگ تحصیل کرد و در سال ۱۹۸۴ مدرک دکترا گرفت. از سال ۱۹۸۵، لی به عنوان استاد کار کرده‌است.

## شغل اصلی
- ۲۰۱۰ - رئیس شورای ریاست دانشگاه در مورد برندسازی ملی[۱]
- ۲۰۰۹ - سومین مدیر مؤسسه تحقیقاتی خانواده و زنان Gyeonggi-do[۲]
- ۱۳۸۷ - مشاور هفدهمین هیئت مستشاری ریاست جمهوری
- ۲۰۰۶ - سیزدهمین رئیس دانشگاه اوها زنان
- ۲۰۰۶ - رئیس انجمن تاریخی سلسله Choseon
- ۲۰۰۵ - عضو شورای مشورتی کمیته دارایی‌های فرهنگی سئول
- ۲۰۰۴ - رئیس انجمن تاریخ زنان کره[۳]
- ۲۰۰۳ - مؤسسه ملی تاریخ کره عضو کمیته
- ۱۹۹۹ - عضو کمیته تألیف تاریخ سئول